# Équipe de Slovénie de Fed Cup
L'équipe de Slovénie de Fed Cup est l’équipe qui représente la Slovénie lors de la compétition de tennis féminin par équipe nationale appelée Fed Cup (ou « Coupe de la Fédération » entre 1963 et 1994).
Elle est constituée d'une sélection des meilleures joueuses de tennis slovènes du moment sous l’égide de la Fédération slovène de tennis.

## Résultats par année

### 1999 - 1999
- 1999 (3 tours, 8 équipes + groupe mondial II, round robin play-offs) : pour sa première participation, la Slovénie échoue dans sa qualification en play-offs II (round robin).

### 2000 - 2009
- 2000 - 2001 : la Slovénie concourt dans les compétitions par zones géographiques.
- 2002 (4 tours, 16 équipes + play-offs) : la Slovénie l’emporte en play-offs I contre l’Ukraine.
- 2003 (4 tours, 16 équipes + play-offs) : après une victoire au 1er tour du groupe mondial contre l’Argentine, la Slovénie s'incline en 1/4 de finale contre la Russie.
- 2004 (4 tours, 16 équipes + play-offs) : après une défaite au 1er tour du groupe mondial contre les États-Unis, la Slovénie s'incline en play-offs I contre l’Indonésie.
- 2005 (3 tours, 8 équipes + groupe mondial II, play-offs I et II) : la Slovénie s'incline en play-offs II contre la Chine.
- 2006 - 2007 - 2008 - 2009 : la Slovénie concourt dans les compétitions par zones géographiques.

### 2010 - 2015
- 2010 (3 tours, 8 équipes + groupe mondial II, play-offs I et II) : la Slovénie l’emporte en play-offs II contre le Japon.
- 2011 (3 tours, 8 équipes + groupe mondial II, play-offs I et II) : après une défaite en groupe mondial II contre l’Allemagne, la Slovénie l’emporte en play-offs II contre le Canada.
- 2012 (3 tours, 8 équipes + groupe mondial II, play-offs I et II) : après une défaite en groupe mondial II contre le Japon, la Slovénie s'incline en play-offs II contre la France.
- 2013 - 2014 - 2015 : la Slovénie concourt dans les compétitions par zones géographiques.

## Bilan de l'équipe
Résultats des confrontations entre la Slovénie et ses adversaires les plus fréquents (3 rencontres minimum dans les groupes mondiaux).
| # | Adversaires | Rencontres | Victoires | Défaites | % victoires |
| - | ----------- | ---------- | --------- | -------- | ----------- |
| 1 | Japon       | 3          | 1         | 2        | 33 %        |

## Bilan des joueuses les plus sélectionnées
Ce bilan est calculé sur la base des rencontres officielles des groupes mondiaux et barrages I et II. Les rencontres des tableaux dits de « consolation » et celles par « zones géographiques » ne sont pas prises en compte. Les joueuses comptant moins de 5 sélections ne sont pas reprises dans le tableau.
| # | Joueuses           | De   | à    | Sélections | Matchs | Victoires | Défaites | % victoires |
| - | ------------------ | ---- | ---- | ---------- | ------ | --------- | -------- | ----------- |
| 1 | Katarina Srebotnik | 1999 | 2012 | 12         | 22     | 7         | 15       | 32 %        |
| 2 | Tina Križan        | 1999 | 2005 | 7          | 7      | 0         | 7        | 0 %         |
| 3 | Tina Pisnik        | 1999 | 2004 | 7          | 12     | 7         | 5        | 58 %        |